# Silverdale (Staffordshire)
Silverdale is | ONS-code = E04008953 in het bestuurlijke gebied Newcastle-under-Lyme, in het Engelse graafschap Staffordshire met 3.652 inwoners.